# Nasser Al-Kharafi
Pour les articles homonymes, voir Al-Kharafi.
Nasser Al-Kharafi (en arabe: ناصر الخرافي), né le 17 juin 1943 à Koweït et mort le 17 avril 2011 au Caire, est un homme d'affaires koweïtien.

## Biographie
Président de l'entreprise M.A. Kharafi & Sons (MAK), active notamment dans les domaines de la construction, l'agro-alimentaire, les télécommunications, l'ingénierie et l'énergie, il devient l'homme le plus riche de son pays. MAK est décrite comme l'un des plus importants groupes du Moyen-Orient et l'un des piliers de l'économie koweïtienne. En 2011, le magazine Forbes le classe à la 77e place des plus grosses fortunes mondiales. 
Il meurt d'une crise cardiaque au Caire.
Son fils Bader Al Kharafi prendra sa relève au sein de l'entreprise familiale M.A. Kharafi & Sons (MAK).